# ضحايا المدينة (فلم)
ضحايا المدينة فيلم مصري إنتاج سنة 1946 إخراج نيازى مصطفى وتأليف كل من نيازي مصطفى ويوسف وهبي وبطولة كل من محمود المليجي ويحيى شاهين وزكي رستم وأمينة رزق وشفيق نور الدين.

## قصة الفيلم
تمل (مديحة) زوجة ضابط البوليس (منير) حياة الريف وتتعالى عليها، تطير فرحًا عندما يخبرها زوجها بنقله إلى القاهرة، في شقتها الجديدة تضغط على أبيها أن يبيع مصاغًا ورثه عن أمها من أجل مواجهة طلباتها المتوالية. تنغمس شيئاً فشيئًا في تعاطي المخدرات وشراء الملابس، وتستسلم لمحاولات أدهم لمغازلتها، وتحاول صديقتها فايقه أن تقاوم ضعفها. تذهب مديحة إلى حفل تقيمه مدام رينو، في نفس الليلة يستعد رجال الشرطة لمداهمة بيت مدام رينو، تخدع مديحة زوجها وتوهمه أنها ذاهبة لتعود صديقة لها. يعرف أدهم بالصدفة أن الشرطة ستهاجم منزل مدام رينو، فيسرع إلى المنزل حيث يقوم بتهريب مديحة، ولكن الشرطة تحاصرهم فتلقى مديحة بنفسها من فوق السطح، وتكسر ساقها ويطلقها زوجها، يحاول أدهم تبرئة ساحة مديحة. يقرر الزوج ضم حضانة طفليه إليه، يموت ابن فايقه بعد أن أخذ أبوه حضانته. تصاب فايقه بصدمة، وتقرر الانتحار، وتطلب رؤية فتحى وتخبره بحقيقة موقف مديحة، ثم تموت بين يديه. وعندما ينفذ فتحى قرار العودة إلى الريف يأخذ معه طفليه، وتأتى مديحة لوداعه مع آخرين، ويقرر أن يغفر لها، وتعود الأسرة إلى الريف.